# Vähät Siikasaaret
Vähät Siikasaaret är en ö i Finland. Den ligger i sjön Kukkia och i kommunen Pälkäne i den ekonomiska regionen Tammerfors och landskapet Birkaland, i den södra delen av landet, 130 km norr om huvudstaden Helsingfors. Öns area är 1,6 hektar och dess största längd är 230 meter i sydöst-nordvästlig riktning.  Notera att namnet antyder att det är fråga om flera öar.